# نورة محيوت
نورة محيوت وُلِدَتْ في سنة 1959م في ولاية الجزائر وهي سياسية جزائرية تنتمي إلى حزب جبهة القوى الاشتراكية.

## التكوين
وُلِدَتْ نورة محيوت في سنة 1959م في ولاية الجزائر · .

## النضال السياسي
انخرطت نورة محيوت في جبهة القوى الاشتراكية خلال شبابها · .
أثناء الانتخابات التشريعية الجزائرية 2012، تم انتخاب نورة محيوت كنائب عن جبهة القوى الاشتراكية في المجلس الشعبي الوطني الجزائري عن ولاية الجزائر.
وقد تم تكليفها بالأمانة الوطنية لترقية المرأة في الأفافاس تحت إشراف الأمين الوطني الأول علي لعسكري.
وخلال سنة 2016م، كانت نورة محيوت عضوا في الأمانة الوطنية للأفافاس تحت إشراف الأمين الوطني الأول عبد المالك بوشافة.
وكانت مكلفة بمنصب الأمينة الوطنية المكلفة بالشؤون القانونية في الأفافاس.
وقد شاركت ضمن وفود من الأفافاس في نشاطات مرتبطة بحقوق الإنسان في الجزائر، بالتعاون مع مسؤولي الفيديراليات الولائية، والمناضلين ومحامي الحزب · .
وقد قامت نورة محيوت بتنشيط محاضرات تكوينية لمناضلي الأفافاس في القسمات البلدية المختلفة.
وكانت تدخلاتها ثرية في ورشات تكوينية مخصصة لدور النساء في المجتمع والتزامها السياسي.

## إشارات مرجعية
1. ↑  Le FFS se présentera dans une quarantaine de wilayas نسخة محفوظة 19 سبتمبر 2016 على موقع واي باك مشين.
2. ↑  Algérie-El Mounadhil: Saïda Ichalamen: «Le FFS est pour un débat apaisé sur la restructuration du DRS» نسخة محفوظة 13 أكتوبر 2016 على موقع واي باك مشين.
3. ↑  DZairInfos : Elwatan; Le 5e congrès a élu les successeurs d’Aït Ahmed : Une instance présidentielle à la tête du FFS نسخة محفوظة 28 أغسطس 2016 على موقع واي باك مشين.
4. ↑  Djazairess : «Les jeunes militants doivent assumer des responsabilités au sein du parti» نسخة محفوظة 06 أبريل 2018 على موقع واي باك مشين.
5. ↑  DZairInfos : Liberte; LÉGISLATIVES À BÉJAÏA, Les choix contestés du FFS نسخة محفوظة 28 أغسطس 2016 على موقع واي باك مشين.
6. ↑  » Maintenance Mode نسخة محفوظة 21 سبتمبر 2016 على موقع واي باك مشين.
7. ↑  FFS: Liste des membres du Secrétariat National نسخة محفوظة 15 سبتمبر 2016 على موقع واي باك مشين.
8. ↑   https://web.archive.org/web/20200308150832/http://www.lesoirdalgerie.com/articles/2016/06/05/article.php?sid=197388&cid=2. مؤرشف من الأصل في 2020-03-08. {{استشهاد ويب}}: الوسيط |title= غير موجود أو فارغ (مساعدة)
9. ↑  Reporters - Communiqué / Composante du Secrétariat National du FFS[وصلة مكسورة] "نسخة مؤرشفة". مؤرشف من الأصل في 2016-09-11. اطلع عليه بتاريخ 2016-09-02.
10. ↑  Une délégation du FFS au procès de Yacine Zaid – DZactiviste.INFO نسخة محفوظة 14 سبتمبر 2016 على موقع واي باك مشين.
11. ↑  ffs-dz.info نسخة محفوظة 15 سبتمبر 2016 على موقع واي باك مشين.
12. ↑  FFS: Liste des membres du Secrétariat National - Journal "Le Jeune Algérien" | La Une نسخة محفوظة 11 أكتوبر 2016 على موقع واي باك مشين.
13. ↑  Un Atlier de formation dédiée aux femme organisé par le FFS Douéra نسخة محفوظة 15 سبتمبر 2016 على موقع واي باك مشين.

### مواضيع ذات صلة
- قائمة نواب ولاية الجزائر
- جبهة القوى الاشتراكية
- قائمة أعلام الجزائريين
- حسين آيت أحمد
- علي مسيلي
- لخضر بورقعة
- مصطفى بوشاشي
- محند أمقران شريفي
- علي لعسكري
- رشيد حالت
- عزيز بلول
- سعيدة إيشالامان
- حياة مزياني
- أحمد جداعي
- محمد نبو
- كريم طابو

### فيديوهات
- مائدة مستديرة لجبهة القوى الاشتراكية حول التنمية المحلية على يوتيوب.